# アンニョン
アンニョン（ベトナム語：Thị xã An Nhơn / 市社安仁）はベトナムのビンディン省にある町である。人口は2018年時点で362,160人、面積は292.6km2である。

## 行政区画
5坊10社から構成される。
- ビンディン坊（Bình Định / 平定）
- ダップダー坊（Đập Đá / 拉多）
- ニョンホア坊（Nhơn Hòa / 仁和）
- ニョンフン坊（Nhơn Hưng / 仁興）
- ニョンタイン坊（Nhơn Thành / 仁成）
- ニョンアン社（Nhơn An / 仁安）
- ニョンハイン社（Nhơn Hạnh / 仁行）
- ニョンハウ社（Nhơn Hậu / 仁厚）
- ニョンカイン社（Nhơn Khánh / 仁慶）
- ニョンロック社（Nhơn Lộc / 仁祿）
- ニョンミー社（Nhơn Mỹ / 仁美）
- ニョンフォン社（Nhơn Phong / 仁豊）
- ニョンフック社（Nhơn Phúc / 仁福）
- ニョンタン社（Nhơn Tân / 仁新）
- ニョントー社（Nhơn Thọ / 仁寿）